# Гертруда Бел
Гертруда Маргарет Лутијен Бел (енгл. Gertrude Bell 14. јул 1868 — 12. јул 1926) била је енглеска списатељица, путница, администратор, археолог и шпијун. Одиграла је главну улогу у успостављању и управљању модерне државе Ирак.

## Биографија
Гертруда Бел потиче из породице индустријалаца. Њен деда Лутијан Бел био успешан предузетник, шеф фирме Браћа Бел, а, такође, и угледни научник. Њен отац Томас Хаг Бел завршио је студије у Француској и Немачкој и преузео компанију свог оца. Године 1867. он је оженио Мери Шелд, која је убрзо умрла, после рођења другог детета Маурис. Тада је Гертруда имала три године. Отац им се поново оженио 1876. списатељицом Флоренс Олиф која се везала за Гертруду и Маурис.
Године 1884. Гертруда се уписала на Краљичин колеџ у Лондону, а касније је студирала историју на Универзитету Оксфорд и дипломирала међу најбољим студентима 1888.
Након што је напустила Оксфорд 1892, Гертруда је посетила ујака Франка Ласцела у Техерану, у Персији, где је он био британски амбасадор. У његовој пратњи присуствовала је многим дипломатским вечерама и баловима. Своје путовање је описала у књизи Персијске слике, издате 1894. Наредних година она је путовала по разним земљама, учила стране језике и бавила се археологијом. Течно је научила арапски, персијски, француски, и немачки, а причала је и италијански, и турски. Путујући стекла је многе пријатеље и познанике из угледних кругова.
Занимала се за истраживања и картографију Блиског истока и захваљујући томе је постала значајна личност у политици Британске империје. Више пута је путовала по великој Сирији, Месопотамији и Малој Азији. Са Томасом Лоренсом помогла је Хашимитској династији да се учврсти на територији данашњег Јордана, а тадашњем Ираку, користећи своје способности, тадашњу ситуацију и везе које је имала са утицајним људима на Блиском истоку.
Током свог живота била је високо поштована од британских официра и била је много утицајна за жену тог времена. Била је названа „једном од ретких амбасадора Његовог Величанства“.
Никад се није удавала.

## Рат и политичка каријера
За време Првог светског рата, Гертрудин захтев за одлазак на Блиски исток био је одложен и она је почела да волонтира у Црвеном крсту у Француској. Добила је позив из Британије да проводи војнике кроз пустињу. Прихватила је позив и била је једина жена која је имала политичку моћ и утицај у креирању Британске империје на Блиском истоку у периоду од Првог светског рата, па све до своје смрти. На експедицијама је увек практиковала да унајми локалне водиче, а са многима се и спријатељила. То што је била жена, дало јој је посебне могућности и нове перспективе, зато што је могла да проводи време у одајама са супругама разних функционера, те тако и из ове позиције боље сагледа ситуацију.
У новембру 1915. под вођством Гилберта Клајтона, отишла је у Каиро. Тамо је поново срела Томаса Лоренса. Под препоруком историчара и археолога Дејвида Хогарта и она и Лоренс су приступили вођама британске војске у Каиру. Иако најпре није радила на званичној позицији, оне је помагала Хогарту у његовим задацима. У Каиру је постала једини женски официр у Британској империји.
Године 1916. била је послата у Басру како би саветовала Персија Кокса, главног политичког официра. Све ове задатке Гертруда је добијала зато што је још пре рата пропутовала већину ових земаља, те је тако скупила драгоцено искуство и осим саветовања, могла је војсци да помогне и у цртању мапа и контакту са локалним становништвом.
Године 1921. на конференцији у Каиру на којој је присуствовао Винстон Черчил, она је била једна од изабраних која је представљала групу Оријенталиста.

## Настанак Ирака
Како је крајем јануара 1919. године нестало Отоманско царство завршетком рата, Гертруда Бел је била задужена да проучи ситуацију у Месопотамији. Захваљујући способностима и везама које је тамо имала са истакнутим људима, она је развила идеје о државној организацији које су тада биле потребне Ираку. Наредних 10 месеци је провела пишући званични извештај самооријентације Месопотамије (Self Determination in Mesopotamia), који је био проглашен за маестрално дело. А. Т. Вилсон је имао другачије идеје како би Ирак требало да буде вођен и сматрао је да би то требало да буде арапска влада под утицајем британских представника. У догађајима који су уследили, Гертруда је имала улогу медијатора између арапске владе и британских званичника. Имала је тежак задатак да пронађе компромис међу различитим етничким групама које су живеле у Ираку: шиита из јужних крајева, сунита из централног Ирака, Курда из северних крајева који су желели остати анонимни. Она их је ујединила у једну владу која је требало да балансира са британским империјалистичким интересима.
Новембра 1919. Гертруда је била позвана да говори на састанку за промоцију Јавне библиотеке у Багдаду, а тамо је изабрана и на функцију председника библиотекарског комитета у периоду 1921-1924. До тада је багдадска библиотека под именом Багдадска мировна библиотека била у приватном власништву, а 1924. је под утицајем Министарства образовања постала јавна, да би 1961. постала Национална библиотека Ирака.